# 부다카구
부다카구(Budaka)는 우간다 남동부에 위치한 구로, 행정 중심지는 부다카이며 인구는 221,525명(2002년 인구 조사 기준)이다.
행정 구역상으로는 동부 주에 속하며 2개 군(부다카 군, 부테보 군)을 관할한다. 북동쪽으로는 음발레 구, 남서쪽으로는 부탈레자 구와 접한다.